# Henry Pottinger

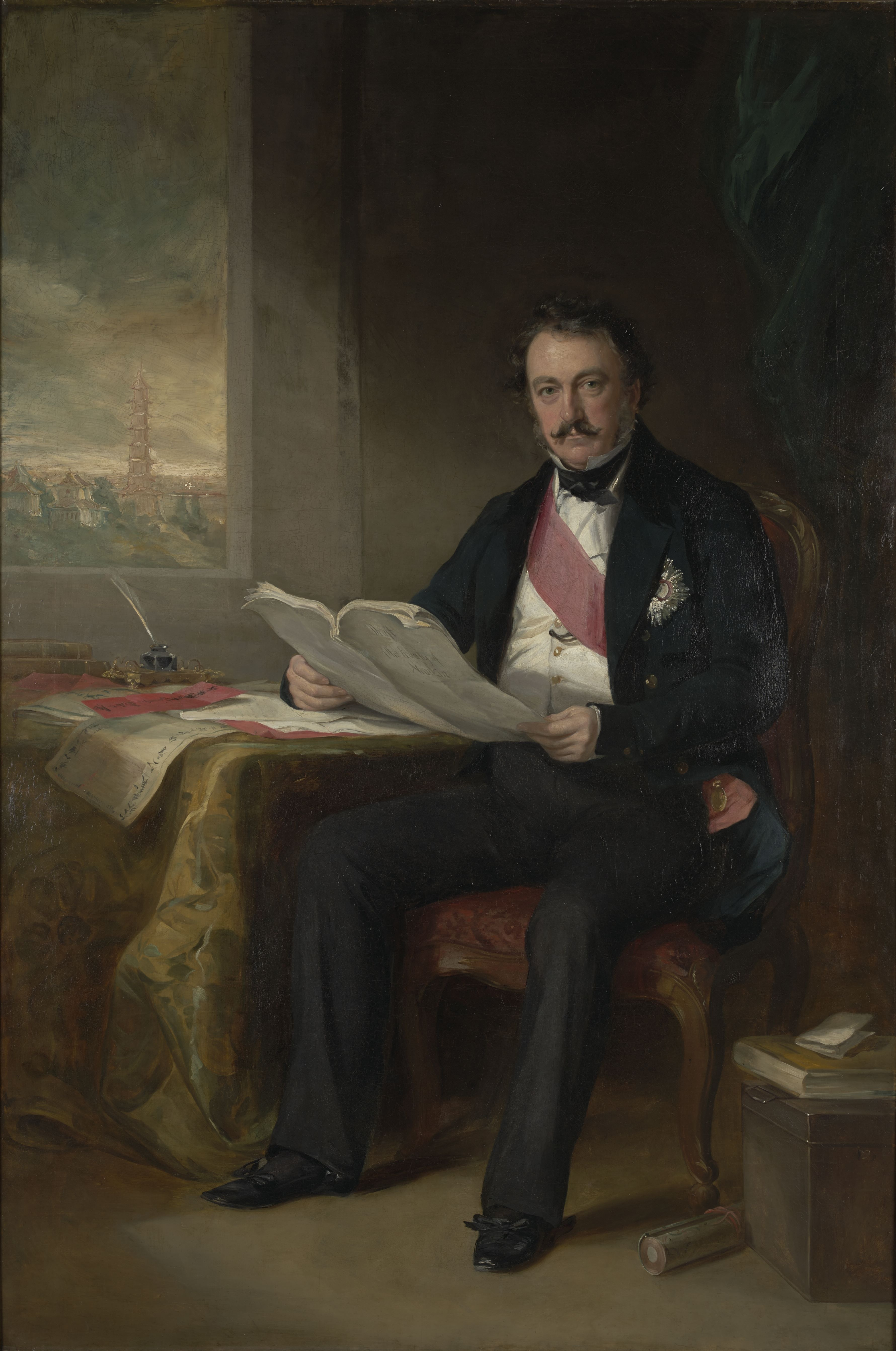
Sir Henry Pottinger, Gemälde von Francis Grant, 1845

Sir Henry Eldred Pottinger, 1. Baronet GCB PC (chinesisch 砵甸乍; * 3. Oktober 1789 in Ballymacarrett, County Down; † 18. März 1856 auf Malta) war britischer Offizier und Kolonialbeamter.

## Leben

### Herkunft und Jugend
Er entstammte einer Familie der anglo-irischen Gentry. Er war der zweite Sohn des Eldred Curwen Pottinger († 1814), Gutsherr von Mount Pottinger im County Down, aus dessen Ehe mit Anne Gordon, Tochter des Robert Gordon, Gutsherr von Florida House im County Down. Er wurde auf dem Anwesen seines Vaters, Mount Pottinger in Ballymacarrett bei Belfast, geboren. Bis zu seinem zwölften Lebensjahr wurde er an der Belfast Academy ausgebildet.

### Indien
1803 reiste er nach Indien, um dort in die Marine der Britischen Ostindienkompanie einzutreten. 1804 wechselte er als Kadett zum Heer der Britischen Ostindienkompanie. In Bombay stationiert, befasst er sich stark mit den einheimischen Sprachen. 1806 wurde er als Ensign in den Armeedienst der Bombay Army übernommen und 1809 nahm er als Lieutenant am Mahratta-Krieg teil.
Im Anschluss unternahm er 1810 verkleidet als einheimischer Händler eine Forschungsreise im Grenzgebiet zwischen Indien und Persien. Durch die 2500 Kilometer lange Reise wurde er bekannt und ihm erschlossen sich neue Aufstiegsmöglichkeiten. Er hielt seine Eindrücke in dem Werk Reisen durch Belutschistan und Sindh fest. Er stieg in der Folgezeit zum Colonel des 11. Regiment der Bombay Native Infantry auf.
In den zwanziger und dreißiger Jahren hatte Pottinger diverse Posten der britischen Kolonialverwaltung in Indien inne, u. a. in Sindh, Poona und Hyderabad. Am 27. April 1840 wurde er zum Baronet, of Richmond in the County of Surrey, erhoben.

### China
Im Zuge des Ersten Opiumkriegs wurde Pottinger 1841 als Generalbevollmächtigter nach China entsandt. Weltgeschichtliche Bedeutung erlangte er durch die Aushandlung und Unterzeichnung des Vertrags von Nanking am 29. September 1842, der den Krieg beenden und Englands Aufstieg zur führenden Imperialmacht in Ostasien einläuten sollte. Pottinger wurde nicht nur erster Gouverneur der frisch erworbenen britischen Kronkolonie Hongkong, sondern wurde auch zum Knight Grand Cross des Order of the Bath geschlagen und erhielt vom Parlament eine jährliche Pension von 1.500 Pfund bewilligt. 1844 wurde er zudem zum Mitglied des britischen Kronrats ernannt.

### Letzte Jahre
Sein letztes Lebensjahrzehnt verbrachte Pottinger als Gouverneur der Kapkolonie (1847) sowie von Madras (1848–1854). 1851 stieg er in den Rang eines Lieutenant-General der britischen Armee auf.
1854 zog sich Pottinger aus gesundheitlichen Gründen zunächst nach England zurück. Bald darauf übersiedelte er auf die klimatisch begünstigte Insel Malta, wo er 1856 starb.
Aus seiner 1820 geschlossenen Ehe mit Susanna Maria Cooke (1800–1886) hatte er drei Söhne und eine Tochter:
- Eldred Elphinstone Pottinger (* 1822), starb jung;
- Sir Frederick William Pottinger, 2. Baronet (1831–1865), Polizeiinspektor in New South Wales;
- Sir Henry Pottinger, 3. Baronet (1834–1909), Barrister;
- Henrietta Maria Pottinger († 1905) ⚭ Richard Stephens, Gutsherr von Eastington House bei Bournemouth, Dorset.